# Rune Magnusson
Rune Ingemar Leif Magnusson, född den 7 april 1927 i Sankt Nicolai församling, Stockholm, död den 16 juni 1994 i Kungsholms församling, Stockholm, var en svensk skådespelare och ljudtekniker.
Rune Magnusson är gravsatt i minneslunden på Kungsholms kyrkogård i Stockholm.

## Filmografi

### Roller
- 1947 – Tappa inte sugen
- 1952 – Hon kom som en vind
- 1952 – När syrenerna blomma

### Ljudtekniker
- 1967 – Flykting -67